# Yamagishi Norihiro
Norihiro Yamagishi (山岸 範宏 Norihiro Yamagishi, sinh ngày 17 tháng 5 năm 1978) là một cầu thủ bóng đá người Nhật Bản. Anh là thủ môn và đội trưởng của đội bóng tại J3 League Giravanz Kitakyushu.

## Sự nghiệp
Anh đi vào lịch sử bóng đá Nhật Bản khi ghi bàn ở trận playoff J2 League trước Júbilo Iwata. Vào phút thứ 91, anh đánh đầu gỡ hòa 1-1 từ tình huống phạt góc: một kết quả giúp Montedio Yamagata tiến vào chung kết. Sau 3 mùa giải với Montedio, anh quyết định đến Giravanz Kitakyushu, đội bóng vừa phải xuống chơi tại J3 League.

## Thống kê sự nghiệp
Cập nhật đến ngày 23 tháng 2 năm 2018.
| Câu lạc bộ          | Mùa giải            | Giải vô địch | Giải vô địch | Cúp Hoàng đế Nhật Bản | Cúp Hoàng đế Nhật Bản | J. League Cup | J. League Cup | AFC     | AFC       | Khác1   | Khác1     | Tổng    | Tổng      |
| Câu lạc bộ          | Mùa giải            | Số trận      | Bàn thắng    | Số trận               | Bàn thắng             | Số trận       | Bàn thắng     | Số trận | Bàn thắng | Số trận | Bàn thắng | Số trận | Bàn thắng |
| ------------------- | ------------------- | ------------ | ------------ | --------------------- | --------------------- | ------------- | ------------- | ------- | --------- | ------- | --------- | ------- | --------- |
| Urawa Red Diamonds  | 2001                | 0            | 0            | 0                     | 0                     | 0             | 0             | -       | -         | -       | -         | 0       | 0         |
| Urawa Red Diamonds  | 2002                | 26           | 0            | 1                     | 0                     | 3             | 0             | -       | -         | -       | -         | 30      | 0         |
| Urawa Red Diamonds  | 2003                | 10           | 0            | 1                     | 0                     | 5             | 0             | -       | -         | -       | -         | 16      | 0         |
| Urawa Red Diamonds  | 2004                | 11           | 0            | 4                     | 0                     | 2             | 0             | -       | -         | 2       | 0         | 19      | 0         |
| Urawa Red Diamonds  | 2005                | 1            | 0            | 3                     | 0                     | 1             | 0             | -       | -         | -       | -         | 5       | 0         |
| Urawa Red Diamonds  | 2006                | 24           | 0            | 0                     | 0                     | 6             | 0             | -       | -         | -       | -         | 30      | 0         |
| Urawa Red Diamonds  | 2007                | 1            | 0            | 1                     | 0                     | 1             | 0             | 0       | 0         | 3       | 0         | 6       | 0         |
| Urawa Red Diamonds  | 2008                | 1            | 0            | 1                     | 0                     | 3             | 0             | 1       | 0         | -       | -         | 6       | 0         |
| Urawa Red Diamonds  | 2009                | 11           | 0            | 1                     | 0                     | 8             | 0             | -       | -         | -       | -         | 20      | 0         |
| Urawa Red Diamonds  | 2010                | 34           | 0            | 4                     | 0                     | 0             | 0             | -       | -         | -       | -         | 38      | 0         |
| Urawa Red Diamonds  | 2011                | 9            | 0            | 2                     | 0                     | 3             | 0             | -       | -         | -       | -         | 14      | 0         |
| Urawa Red Diamonds  | 2012                | 0            | 0            | 1                     | 0                     | 3             | 0             | -       | -         | -       | -         | 4       | 0         |
| Urawa Red Diamonds  | 2013                | 9            | 0            | 1                     | 0                     | 3             | 0             | 0       | 0         | -       | -         | 13      | 0         |
| Urawa Red Diamonds  | 2014                | 0            | 0            | 0                     | 0                     | 0             | 0             | -       | -         | -       | -         | 0       | 0         |
| Montedio Yamagata   | 2014                | 24           | 0            | 6                     | 0                     | -             | -             | -       | -         | 2       | 1         | 32      | 1         |
| Montedio Yamagata   | 2015                | 34           | 0            | 3                     | 0                     | 6             | 0             | -       | -         | -       | -         | 43      | 0         |
| Montedio Yamagata   | 2016                | 41           | 0            | 1                     | 0                     | -             | -             | -       | -         | -       | -         | 42      | 0         |
| Giravanz Kitakyushu | 2017                | 17           | 0            | 1                     | 0                     | -             | -             | -       | -         | -       | -         | 18      | 0         |
| Tổng cộng sự nghiệp | Tổng cộng sự nghiệp | 253          | 0            | 31                    | 0                     | 44            | 0             | 1       | 0         | 7       | 1         | 334     | 1         |

1Bao gồm các giải đấu khác, bao gồm J. League Championship, Siêu cúp Nhật Bản, A3 Vô địch Cup và J. League Division 2 Playoffs.

## Danh hiệu

### Câu lạc bộ
Urawa Red Diamonds
- Giải vô địch bóng đá các câu lạc bộ châu Á: 1

2007
- J. League Division 1: 1

2006
- Cúp Hoàng đế Nhật Bản: 2

2005, 2006
- J. League Cup: 1

2003
- Siêu cúp Nhật Bản: 1

2006
Montedio Yamagata
- J. League Division 2 Playoffs: 1

2014